# Okręg Pomorze Armii Krajowej

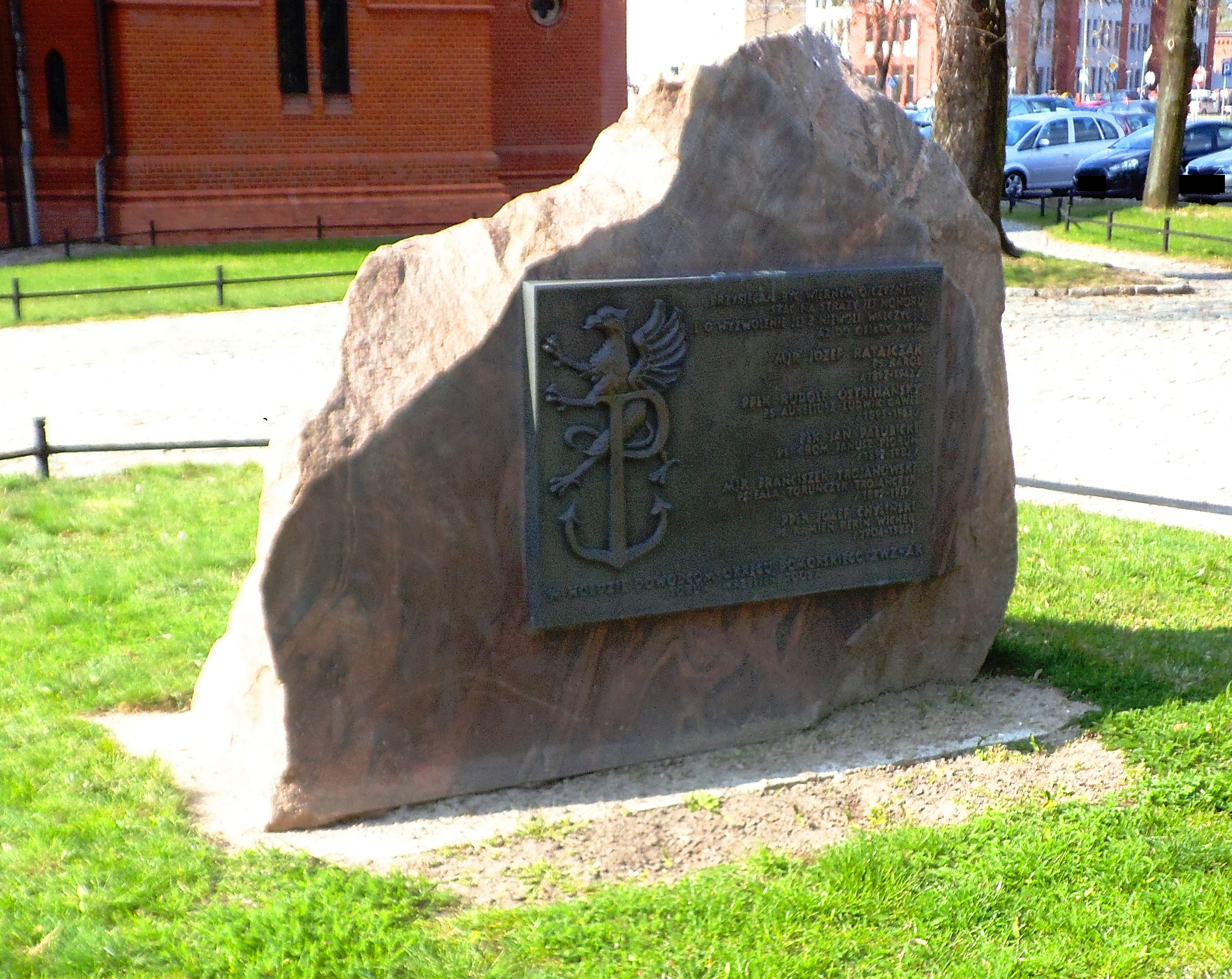
Pomnik ku czci dowódców Okręgu Pomorskiego Związku Walki Zbrojnej–Armii Krajowej w Toruniu

Okręg Pomorze (Toruń) SZP, ZWZ, wreszcie Armii Krajowej noszący kryptonimy „Borówki” i „Pomnik”.

## Komendanci
- mjr piech. Józef Ratajczak „Karolczak”,
- p.o. kpt. / ppłk Józef Chyliński „Kamień”,
- płk Rudolf Ostrihansky „Aureliusz”,
- płk Jan Pałubicki „Piorun”, „Janusz”.

## Struktura organizacyjna
Struktura organizacyjna podana za Atlas polskiego podziemia niepodległościowego:
- Podokręg Południowo-Wschodni
  - Inspektorat Toruń Armii Krajowej
  - Inspektorat Włocławek Armii Krajowej
  - Inspektorat Grudziądz Armii Krajowej
  - Inspektorat Brodnica Armii Krajowej
- Podokręg Północno-Zachodni
  - Inspektorat Chojnice Armii Krajowej
  - Inspektorat Gdynia Armii Krajowej
  - Inspektorat Gdańsk Wolne Miasto Armii Krajowej (struktura szkieletowa)
  - Inspektorat Tczew Armii Krajowej
  - Inspektorat Bydgoszcz Armii Krajowej

Okręgowi Pomorze Armii Krajowej podlegały też dwa podokręgi eksterytorialne: Szczecin i Królewiec.